# Terremoto de Birmania de agosto de 2016
El terremoto de Birmania de agosto de 2016 fue un terremoto de magnitud 6.8 MW que golpeó a Birmania, a 25 kilómetros al oeste de Chauk el 24 de agosto de 2016 con una intensidad máxima de Mercalli VI (fuerte). Golpeó a las 5:04 p. m. hora local (10:34 GMT) y tuvo su epicentro en una zona aislada. La profundidad estimada fue de 84,1 kilómetros. Las réplicas del terremoto se sintieron en Yangon, en las ciudades del este de Patna, Guwahati, y Calcuta en la India, en Bangkok en Tailandia y en Daca, la capital de Bangladés. Según los informes, varios templos de la antigua ciudad birmana de Bagan fueron dañados y cuatro personas murieron.

## Descripción
El Servicio Geológico de Estados Unidos indicó que el terremoto se produjo el miércoles 24 de agosto a las 5:04 p. m. hora local (10:34 GMT) y tuvo una magnitud de 6,8 MW.
El terremoto tuvo su epicentro en una zona aislada de Birmania a una profundidad de 84 kilómetros. El epicentro del sismo fue aproximadamente a 25 kilómetros al oeste de Chauk. Las réplicas del terremoto se sintieron tan lejanos como India, Tailandia, Nepal, Vietnam, Bután y Bangladés. 

## Consecuencias
Producto del terremoto, cuatro personas murieron, 20 resultaron heridas y varios estupas fueron dañados en Bagan.